# قطعنامه ۶۴۵ شورای امنیت
قطعنامه ۶۴۵ شورای امنیت سازمان ملل متحد که در تاریخ ۲۹ نوامبر ۱۹۸۹ تصویب شد، سندی بین‌المللی دربارهٔ اسرائیل-جمهوری عربی سوریه است. این قطعنامه طی نشست ۲۸۹۵ام با ۱۵ رای موافق، ۰ مخالف و ۰ ممتنع تصویب شد.